# 惑星
惑星（、希: πλανήτης、羅: planēta、英: planet）とは、恒星の周りを回る天体のうち、比較的低質量のものをいう。正確には、褐色矮星の理論的下限質量（木星質量の十数倍程度）よりも質量の低いものを指す。ただし太陽の周りを回る天体については、これに加えて後述の定義を満たすものが惑星である。英語「planet（）」の語源はギリシア語の『プラネテス』（「さまよう者」「放浪者」などの意）。

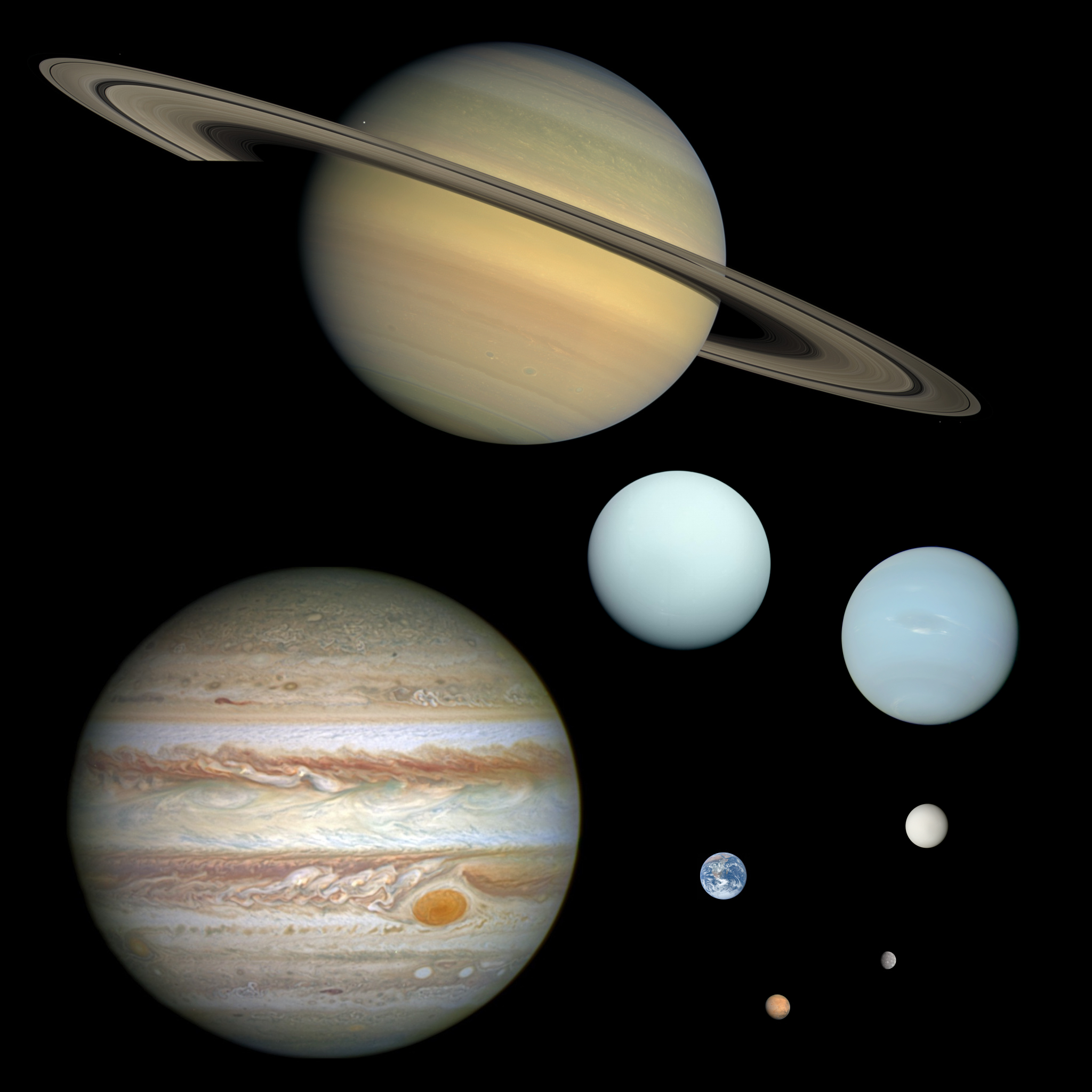
太陽系の8つの惑星と大きさの比較（上から下、左から右）:土星、木星、天王星、海王星(外惑星)、地球、金星、火星、水星(内惑星)

宇宙のスケールから見れば惑星が全体に影響を与える事はほとんど無く、宇宙形成論からすれば考慮の必要はほとんど無い。だが、天体の中では非常に多種多様で複雑なものである。そのため、天文学だけでなく地質学・化学・生物学などの学問分野では重要な対象となっている。

## 惑星の定義

### 惑星の上限
便宜的に木星質量の13倍以下を惑星、13-75倍程度のものを褐色矮星、75倍以上のものを恒星とする見方がある。実際、理論的上限質量は木星質量の80倍程度である。ただし、こうした質量のみを定義することには議論がある。
恒星の周りの惑星を観測的に検出しようとする場合には、褐色矮星の上限質量以下に見出される天体のうち、褐色矮星候補と惑星候補とを見分ける必要が生じる。そこで、両者を区別するために、進化の途上で重水素熱核融合を起こす可能性のある質量に達していない天体、すなわち「褐色矮星の理論的下限質量にその質量が達していない天体」を惑星と定義してはどうかという提案が2001年に国際天文学連合 (IAU) のワーキンググループから出された。この提案は恒星進化論に基づいた立場からのものといえ、現在に至るまで、暫定定義として便宜的に用いられる場合がしばしばある。
観測的には、4000個を超える太陽系外惑星が発見されている。恒星を観測してみるまでは褐色矮星と惑星のいずれが存在するのか、あるいは存在しないのかは不明であるから、惑星が存在する恒星を選択的に観測することはできない。したがって、特に観測が偏ることなく、惑星とされる天体の他に、褐色矮星と推定される天体も発見されている。しかし、質量ごとの天体数を統計的に見ると、木星質量の20倍をやや超える程度から数十倍までの質量範囲にはごく少数の天体があるだけで、数の分布が2つのグループに分けられることが見出されている。これを惑星形成論の立場から見ると、褐色矮星が分子雲から直接形成されるのに対して、惑星が原始惑星系円盤で固体成分を核として形成されることを反映したものであるとする見方になる。このような惑星形成論的な立場からは、重水素熱核融合の可能性の有無ではなく、観測的な上限質量値（木星質量の20倍をやや超える程度）を惑星質量の上限とする見解が出ている。
21世紀初頭では褐色矮星の形成過程が理論的に見直されつつあり、質量あるいは質量分布のみから褐色矮星と惑星を定義するのではなく、他の要素をも考慮しようとする研究傾向が見られる。一例としては、サイズと組成も加味して区分すべきであるという見通しを示す研究グループがある。また、褐色矮星の理論的下限質量を超える質量の天体が恒星の周りを回っている場合でも、その恒星を巡る天体がさらに存在する場合には、連星系とするか惑星系とするかの定義がなく、褐色矮星と惑星の区分境界がぼやけてくる。
以上のように、低質量の褐色矮星と大質量の惑星との区分を意図した定義は、複数混在している状況にあり、今後新たな定義が合意される可能性もある。本項では、多少の曖昧さを残して「木星質量の十数倍程度よりも低質量」という定義を示したが、本項を含め、各種文献や議論に接する際には、どのような定義を前提としているかに注意する必要がある。

### 太陽系の惑星の定義
太陽系の場合、太陽と木星との間のギャップは明瞭であり、上限が問題となることはない。しかし逆に、多数の小天体が発見されているため、下限が議論の中心となる。
近代以前、惑星としては、肉眼で天球上を動く様が観察できる7つの天体、太陽、月、水星、金星、火星、木星、土星が数えられた。これは地球は惑星ではなく、宇宙の中心、または土台であると考えられていたためである。
近代に入り、地球も太陽を巡る惑星の一つであると認識され、太陽と月が惑星ではないと認識されるようになった。また天体力学の進展と観測技術の発達により、1781年に天王星、1846年に海王星が発見された。また、1801年に発見されたケレスや翌年に発見されたパラスなども当初は惑星として扱われていたが、火星と木星の間に同様の小天体が次々と発見され、1850年代には惑星の数が20個を超えたことから、それらをまとめて小惑星と呼び、惑星とは区別して扱うようになった。そして1930年には冥王星が発見され、第9番惑星とされた。
この間、惑星と呼ぶべき天体は慣習的に定められてきた。しかし1990年代以降、カイパーベルトが発見され、海王星以遠に冥王星・海王星間に見られるものと類似の共鳴関係をもつ軌道を巡る天体や、質量が冥王星と比較し得る天体（桁違いに質量が異なることがない天体）が相次いで見つかり、これらも惑星と呼ぶべきか否かについて論争が巻き起こった。さらに系外惑星や恒星と惑星の中間的な褐色矮星、また惑星様天体が恒星間に単独で存在する例（放浪惑星）も発見された。そして2005年、冥王星よりも大きな (136199) エリス（仮符号2003 UB313）の発見を契機として、惑星とは何かを定義する機運が高まった。

#### 2006年IAU総会
2006年8月14日から25日までプラハで行われていた第26回国際天文学連合総会にて、Planet Definition Committee（惑星定義委員会）による惑星の定義案が公表された。

##### 惑星の概念を拡張する案（いわゆる12惑星案）

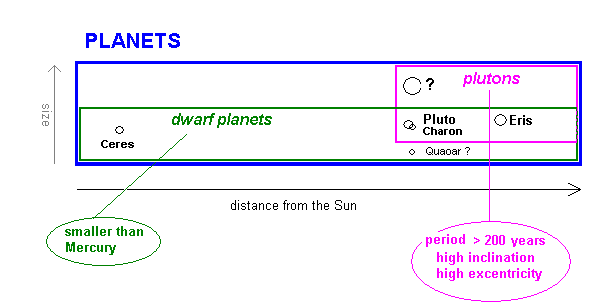
当初の定義案。可決されていれば惑星は12になっていた。

最初に、アメリカのサウスウエスト研究所のアラン・スターンとハロルド・レビソンから出された案では、惑星とは以下の2条件を同時に満たす天体とした。
- 自己重力が分子間力を上回って静水圧平衡の形状（ほぼ球形）をとるのに十分な質量があり、
- 恒星の周りを巡る軌道にあって、かつ恒星でも衛星でもない

ここで、共通重心が他の天体の内部にないものは、これを衛星とは見なさず、多重惑星としてその双方を惑星と認めるとの注記も添えられていた。
この定義に基づけば、上記の冥王星を含む9つの惑星以外に、少なくともケレス、カロン（冥王星との二重惑星）、2003 UB313（エリスと命名されたのは総会の翌月である）の3つが惑星となる。およそ直径800 km以上であれば質量の条件を満たすことができると考えられる。このうち、水星から海王星までの8個は classic planet（） としてそれ以後に発見された惑星とは区別し、ケレスを含むそれ以外の planet は dwarf planet（）、冥王星を含む太陽系外縁天体で惑星の条件を満たすものは pluton（） と称する。
今後の観測によって惑星の条件を満たす可能性のある小惑星が多数あるとされており、以下の12個が挙げられていた。
- dwarf planet としてメインベルト小惑星のパラス、ベスタ、ヒギエア
- pluton としてヴァルナ、イクシオン、クワオアー、2002 AW197、2002 TX300、セドナ、オルクス、2003 EL61（後のハウメア）、2005 FY9（後のマケマケ）

しかしこの定義案には反対意見も多かった。まず、球形とはどこまでの扁平やずれを許容するか線引きの曖昧さが指摘された。また今後発見される可能性のある大型の小惑星や海王星以遠天体も惑星に分類すると、惑星が際限なく増える可能性があるという指摘がなされた。また、冥王星を敢えて惑星とするための基準であり、政治的な意図が含まれているとの批判もあったが、委員会はこれを公式に否定している。

##### 惑星の概念を狭く限定する案（いわゆる8惑星案）

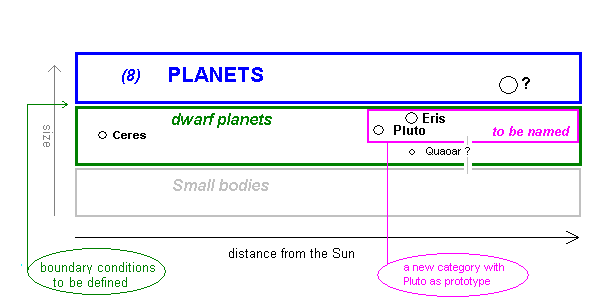
可決された定義。惑星は8になった。

批判を受けて複数の修正案が示された。結果、第3の条件としてスターンとレビソンが追加した以下が加えられた。
- その軌道近くから他の天体を排除しているもの

さらに、第2の条件も「恒星の周囲」が「太陽の周囲」と変更され、ここで定義するものは太陽系天体に限定することが明示された。
この条件において、地球の月や巨大惑星が従える衛星群、また木星のトロヤ群など安定共鳴軌道にある天体は、惑星重力の影響を受け固定的な軌道を取っている。「排除」の意味は、他天体の軌道を変えてはじき飛ばしたり、引力で吸収したり、または軌道を支配したりする状態を言い、衛星などは「他の天体」に含まれない。
討議の結果、上記の3つの条件を満たすものを惑星とする決議案が2006年8月24日13:30 (UT) に賛成多数で採択され、その定義の下で、当初の案で classic planet と定義されていた8個が惑星とされた。惑星が8個であるのは、定義をこの時点で理解されていた太陽系の描像に当てはめた結果に過ぎず、8個のみを惑星と定義しているわけではないことには注意すべきである。ただし、軌道領域に占める天体の質量比を見ると、8個の惑星は5000以上つまり軌道領域上にある他の物質の質量は1/5000以下なのに対し、冥王星・ケレス・エリスは1以下つまり同量以上の物質が軌道領域に存在しており、明らかにこの定義から外れる。
また、この決議案は太陽系に限定されており、太陽系外の天体の種別については、それを惑星と呼ぶことを制限するものではない。
なお、学術用語について学会などが「定義」を明言することは極めて異例で、通常は関連研究者内部で随時提唱されたものが自然淘汰的に決まる。これは、一般言語において、単語の意味を明示的に定義することがないのと同様である（辞書などで、使われる単語の意味を解説することはあるが、それは単語の意味を定義することとは別である）。
また国際天文学連合の公式用語には、それを各国でどのように使用しどのように訳すかについて、強制力はない。

## 太陽系の惑星
太陽系の惑星は、「太陽系の惑星の定義」に基づき、水星・金星・地球・火星・木星・土星・天王星・海王星の8天体とされる。
これら共通の特徴は、ほぼ同一の軌道面にある事、各軌道はほぼ正円である事、外側に行くほど惑星軌道の間隔が広くなる事である。惑星質量をすべて集めても太陽の1/1000程度に過ぎない。しかし、軌道の角運動量は太陽の自転における角運動量の約200倍を示す。
惑星の条件のうち、採択された決議案に追加された、他天体との関係に関する第3項目を満たさない天体は dwarf planet（準惑星。日本語表記についての詳細は後述）と呼ぶ。なお、準惑星、小惑星は呼称に「惑星」が入っているが、惑星ではない。
2016年1月21日、「太陽系の9番目の惑星の存在を示す証拠が発見された」と報じられた（プラネット・ナイン）。

### 分類
| 地球型惑星 （岩石惑星、固体惑星） | 地球型惑星 （岩石惑星、固体惑星） | 水星   | 内惑星 |
| 地球型惑星 （岩石惑星、固体惑星） | 地球型惑星 （岩石惑星、固体惑星） | 金星   | 内惑星 |
| 地球型惑星 （岩石惑星、固体惑星） | 地球型惑星 （岩石惑星、固体惑星） | 地球   | -      |
| 地球型惑星 （岩石惑星、固体惑星） | 地球型惑星 （岩石惑星、固体惑星） | 火星   | 外惑星 |
| 広義の 木星型惑星 （大惑星）      | 木星型惑星 （巨大ガス惑星）       | 木星   | 外惑星 |
| 広義の 木星型惑星 （大惑星）      | 木星型惑星 （巨大ガス惑星）       | 土星   | 外惑星 |
| 広義の 木星型惑星 （大惑星）      | 天王星型惑星 （巨大氷惑星）       | 天王星 | 外惑星 |
| 広義の 木星型惑星 （大惑星）      | 天王星型惑星 （巨大氷惑星）       | 海王星 | 外惑星 |

#### 内惑星・外惑星
太陽系の惑星のうち、地球よりも内側にある水星・金星を内惑星、地球よりも外側にある火星・木星・土星・天王星・海王星を外惑星と呼ぶ。この為、地球は内惑星・外惑星のいずれにも分類されない。
惑星が地球を挟んで太陽の反対方向にある状態を衝、太陽と同じ方向にある状態を合と言う。内惑星には衝はなく、また合の位置も、太陽の手前にある内合と太陽の向こう側にある外合の二つの場合がある。
惑星は通常、天球を西から東に移動するように見える。この状態を順行と呼ぶ。逆に東から西へ移動するように見える状態を逆行と呼ぶ。外惑星の場合、地球から見て衝の位置にある時に地球がその惑星を追い越すため、衝の時期に逆行する。内惑星の場合には内合の位置にある時に地球がその惑星に追い越されるため、内合の時期に逆行する。惑星が順行から逆行、または逆行から順行に変わる時にはしばらくの間天球上で動かなくなるように見える。この状態を留と言う。

#### 地球型惑星と木星型惑星
水星・金星・地球・火星は比較的小さく、岩石と金属を主成分としているという共通点があるため、「地球型惑星」と呼ばれる。
それに対して木星・土星・天王星・海王星は、比較的大きく、地球質量を超える大気を持つという共通点がある。このうち、木星と土星はその組成が太陽系形成時の星雲ガスに近く、木星型惑星と呼ばれる。巨大ガス惑星と呼ばれることもある。天王星・海王星は、水の氷のマントルを持っており、天王星型惑星と呼ばれる。その組成と物質の存在形態から巨大氷惑星または巨大固体惑星と呼ぶ場合もしばしばある。
なお、かつて太陽系惑星の1つとされていた冥王星は、水やメタンの氷が主成分で、どちらにも分類されていなかった。

### 惑星以外の天体
| 恒星（太陽）               |                                   |                                  |                                   |                                   |                |                |                |
| 太陽の 周りを 回る 天体    | 惑星                              | 惑星                             | 地球型惑星                        | 地球型惑星                        |                |                |                |
| 太陽の 周りを 回る 天体    | 惑星                              | 惑星                             | 木星型惑星                        |                                   |                |                |                |
| 太陽の 周りを 回る 天体    | 惑星                              | 惑星                             | 天王星型惑星                      |                                   |                |                |                |
| 太陽の 周りを 回る 天体    | 準惑星                            |                                  |                                   |                                   |                |                |                |
| 太陽の 周りを 回る 天体    | 小惑星帯にあるもの （ケレスのみ） |                                  |                                   |                                   |                |                |                |
| 太陽の 周りを 回る 天体    | 冥王星型天体                      |                                  |                                   |                                   |                |                |                |
| 太陽の 周りを 回る 天体    | 太陽系 小天体                     | 太陽系 小天体                    | 冥王星型天体以外の 太陽系外縁天体 | 冥王星型天体以外の 太陽系外縁天体 |                |                |                |
| 太陽の 周りを 回る 天体    | 太陽系 小天体                     | 太陽系 小天体                    | 小惑星                            |                                   |                |                |                |
| 太陽の 周りを 回る 天体    | 太陽系 小天体                     | 太陽系 小天体                    | 彗星                              |                                   |                |                |                |
| 太陽の 周りを 回る 天体    | 太陽系 小天体                     | 太陽系 小天体                    | 惑星間塵                          |                                   |                |                |                |
| 太陽の 周りを 回る 天体    | 太陽以外の 天体の周りを 回る天体  | 太陽以外の 天体の周りを 回る天体 | 衛星（未定義）                    | 衛星（未定義）                    | 衛星（未定義） | 衛星（未定義） | 衛星（未定義） |
| ■Portal ■Project ■Template |                                   |                                  |                                   |                                   |                |                |                |

冥王星は2006年までは惑星とされていたが、20世紀末以降の研究の進捗の結果、その性質や成因が他の惑星とは異なるとの認識が深まったため、これとは異なる種類の天体である dwarf planet として再分類されることとなった。
海王星以遠には他にも直径1,000 kmを超えるような大型の天体が発見されており、何度も「第10番惑星発見か?」と報道された。太陽からの距離が冥王星の2倍から20倍という長楕円軌道を公転するセドナ（直径1,700 km）を始め、オルクス（直径1,600km）、クワオアー（直径1,200 km）、エリス（直径2,700 - 3,000 km）などはすべて冥王星並またはそれ以上に太陽から離れた軌道を持つが、2006年8月に示された国際天文学連合第26回総会決議5Aによって、これらのうち最大の2003 UB313（エリス）についても惑星ではないとする公式見解が示された。これらの軌道長半径が30 AU以上、公転周期が166年以上に及ぶ天体は、太陽系外縁天体（TNO）と総称される。
太陽系外縁天体かつ dwarf planet である天体については、2008年6月11日のIAU執行委員会において plutoidと称することが決定された。
これらに加え、火星軌道と木星軌道の間の小惑星帯などで発見された多数の小惑星、ガスや塵からなるコマを持つ彗星などがある。惑星と dwarf planet 以外の太陽の周りを回る小さな天体は SSSBs と総称される。現在は、彗星以外の小惑星（英: asteroid）と太陽系外縁天体などを minor planet（訳語は同じく小惑星）と分類しているが、変更が示唆されている。なお、惑星などの周りを回るものは衛星と呼ばれる。

#### 日本学術会議の対外報告
日本学術会議は、2006年の国際天文学連合総会で決議された惑星やその他の天体の定義などについて、近年明らかになった太陽系の新しい姿や惑星形成に関する理論に基いて「太陽系天体の名称等に関する検討小委員会」で審議し、2007年3月21日までに取りまとめられた最終案を元に、同年4月9日の第35回幹事会で新しい概念の日本語訳やその取り扱いに関する対外報告（第一報告）を、同年6月21日の第39回幹事会で新しい太陽系の全体像や学校教育におけるそれらの扱い方に関する対外報告（第二報告）を了承した。太陽系天体の分類についての国際天文学連合への要望に関する第三報告も作成されたが、前2者とは性格が異なるものであるため対外報告扱いとはなっていない。
第一報告では以下の提言がなされた。
1. dwarf planet について
dwarf planet はその概念にあいまいな部分があり、また別々のプロセスによって形成されたと思われる天体（小惑星帯のケレスとTNOの冥王星やエリス）を同じカテゴリーに含めることは、それらを理解する上で混乱を招く可能性があると指摘されている。
よって国際天文学連合に更なる検討を求めると共に、学校教育や一般社会では積極的な使用を推奨しない。
dwarf planet の基準に、直接観測によって比較的容易に判定可能な直径を加える案を検討している（例えば直径1,000km以上とするなど）。
その上で、dwarf planet の日本語名称が社会的に要請される場合は「準惑星」の使用を推奨する。仮の訳として一時用いられた「矮惑星」は推奨しない。
2. 太陽系外縁天体について
海王星の外側には無数の小天体が巡っており、冥王星はその一つであったという発見は大きな進歩であり、適切な名称によってそれを明確にする必要がある。
これらの天体は、従来「エッジワース・カイパーベルト天体」「カイパーベルト天体」「TNO」などと呼ばれ、統一した呼称はなかった。
そこで、これらの天体及び天体群の名称に「太陽系外縁天体」を推奨する。なお場合によっては「太陽系」を省略してもよい。
オールト雲は未発見のため、明確に太陽系外縁天体に含まれるわけではない。しかし観測が進むにつれて「外縁天体」の領域は広がると予測されるため、概念としては「外縁天体」の延長と見なされるようになるだろう。
3. small solar system bodies について
dwarf planet の概念にあいまいさが残っているため、small solar system bodies の概念にも曖昧な点がある。また現在使われている「小惑星」「彗星」などの用語との関係についても将来整理されることを前提に、当面使用する和名が必要である。
それらを念頭においた上で、small solar system bodies の日本語名称に「太陽系小天体」を推奨する。
4. 冥王星が代表するTNO（＝太陽系外縁天体）内の新しいサブグループの名称・取り扱いについて
IAU第26回総会の決議6Aで設定された新しいサブグループの名称として、決議6Bで提案された plutonian objects が否決されたため、国際天文学連合では更に検討を続け、2007年6月に新たな名称について決定する方針である。
現在までに1,000個以上の太陽系外縁天体が発見され、また直径1,000km以上の天体も多数含まれていることは、太陽系について理解するために大きな意義を持つ。
上記の視点に鑑みて、新しいサブグループの日本語名称に「冥王星型天体」を推奨し、また適切な英語名を国際天文学連合に提案する。

## 太陽系外惑星
1990年代以降、観測技術の発達により、太陽系以外の天体でも惑星を有している恒星が発見されつつある。これらを太陽系外惑星、あるいは系外惑星と呼ぶ。
21世紀初頭までに発見された系外惑星はすでに300を超えているが、それらはほとんど全て間接的な証拠によるものであり、ホットジュピターやエキセントリック・プラネットのような、太陽系の諸惑星とは大きく異なる軌道を持つ系外惑星ほど発見されやすかった。しかし継続的な観測によるデータの蓄積や画像解析技術の改良が進んだ結果、木星や土星のような軌道を持つ系外惑星も発見され始めた。また、2008年にはフォーマルハウトbやがか座β星bなどを皮切りに系外惑星の姿を画像で直接確認できるようになっている（系外惑星の表面の模様が描かれている画像については、全て想像図である）。
系外惑星には木星よりずっと重いものも見つかっているので、伴星との区別が問題になる。国際天文学連合系外惑星ワーキンググループは、次の条件を満たす天体を暫定的に惑星と定義している。
- 重水素熱核融合を起こす質量に達していない。
- 星または星の残骸の周りを回る。

上限の質量は組成などによって変わるが、太陽と同じ組成を仮定すると木星の13倍となるので、この数字が一律に使われることが多い（なお、熱核融合は永続しないので、現在熱核融合を起こしていないからといって惑星とは限らない）。
熱核融合を起こす質量に達している、つまり、熱核融合が起きているか過去に起こった天体は褐色矮星と呼ぶ。星または星の残骸の周りを回っていない天体は、従来は浮遊惑星などと呼ぶこともあったが、sub-brown dwarf（準褐色矮星、亜褐色矮星などと訳す）と呼ぶよう、ワーキンググループは定めている。
なお、惑星科学者の多くは、惑星と褐色矮星の違いはその形成過程にあり、惑星は原始星を取り巻く原始惑星系円盤内で形成され、褐色矮星は分子雲そのものから直接形成されたと考えている。惑星形成時には固体の核（木星質量を超える惑星ができる場合には、核は地球質量の10倍程度）がまず作られ、これに周囲のガスが（大気ではなく）惑星の材料として付加されると考えられている。このような過程で形成された天体が重水素の熱核融合を起こすほどの質量に達する場合も稀に存在し、形成過程に基づいて分類すれば、惑星と褐色矮星の質量分布は一部重なる可能性がある。木星質量の数十倍以下の褐色矮星が恒星の周りを回っていて惑星と区別できないような状況は希ではあるが、それでも一定の割合で発見されるので、そのときはワーキンググループの定義が援用される。

## 惑星・遊星という呼称の由来
漢字の「惑星」という呼称は、長崎のオランダ通詞・本木良永が1792年（寛政4年）、コペルニクスの地動説を翻訳する際に初めて用いた漢訳語（和製漢語）と考えられている。天球上の一点に留まらずうろうろと位置を変える様子を「惑う星」と表現したことから来たと言われている。つまり天動説が主流であったころ星座を形作る夜空の星々が北極星を中心に天球上の定位置で大空を回るのに対し、一部の金星や火星などは日ごとに位置を変え明らかに不規則な動きをするため「惑わす星」と見えたのである（→順行・逆行）。
天文学が発達する以前は、天動説の見地から太陽や月も惑星の中に分類されており、七曜、週の曜日名や占星術にその考えかたの名残がある（なお、現在の天文学上の定義では、太陽は恒星、月は衛星に分類される）。
惑星は、古くは遊星（）とも言った。「遊星」と「惑星」はともに江戸時代にまでさかのぼる言葉であり（ただし古い例では「游星」となっている）、他に「行星」の表記も使われた（参考：惑星と遊星）。
明治期に学術用語の統一を図る際に、東京大学閥が「惑星」、京都大学閥が「遊星」を主張した。結局東大閥が勝ち、天文学の分野では「惑星」の表記に統一された。しかし、機械工学における「遊星歯車機構」など異分野の用語として用いられるほか、フィクション内の表現として「遊星」の名が使われる例もある（例：『遊星からの物体X』、『遊星仮面』、『遊星王子』、『遊星少年パピイ』、遊星爆弾（『宇宙戦艦ヤマト』）、移動遊星（『21エモン』）、スタント遊星（『ファイブスター物語』）、遊星から来た兄弟（『ウルトラマン』）、遊星より愛をこめて（『ウルトラセブン』）など）。
漢字圏（日・中・朝・越）では「惑星」という漢語は日本のみが使用し、中・朝・越は「行星」という。「恒星」と「行星」という漢語はいずれも明末清初に西欧天文書が漢訳される際に参照された古代中国の宇宙論に由来するもので、「惑星」も同様に木本の造語ではなく古代中国の宇宙論に由来すると考えられるが、初出は不明である。上海博物館蔵戦国楚竹書に「恒先」と仮称される文献があり、その宇宙論が「恒」と「惑」（或）および「恒」と「行」によって構成されていることが浅野裕一『古代中国の宇宙論』（2006, 94-96頁）に紹介されている。

## 惑星の形成
惑星がどのように形成されたか。このテーマについての研究が惑星形成論である。1990年代まで、知りえた惑星系のモデルは太陽系だけであったが、21世紀には多くの系外惑星が発見されるようになり、主に2つのシナリオが提案された。1つは原始惑星系円盤の中で塵やガスが徐々に集まるものであり、形成に長大な時間がかかる。2つ目は円盤の中で重力不安定状態が生じ、巨大ガス惑星が急速に成長するもので、この不安定を起こす要因が何かなど議論の余地がある。多くの支持を集める理論は前者であり、以下ではこれを解説する。

### 原始惑星系円盤と原始惑星の形成
超新星爆発で多くの元素が散らばった星間ガスが再び集まって恒星が形成される際、星団を作る程には濃くないと、恒星の周囲には余った物質が円盤状に集まって原始惑星系円盤を形成する例が発見されている。円盤の成分はほとんどが水素やヘリウムのガスだが、塵も含まれている。
円盤の中で塵は重力のバランスから速く周回し、ガスに邪魔されて乱され衝突を繰り返しながら減速し、恒星の方へ螺旋状に落ち込みながら衝突を繰り返す。そして段々と大きくなり大きさ数km単位の微惑星を経て、原始惑星へと成長する。この原始惑星の大きさはそれぞれの軌道上に集まった材料の量で決まり、これは軌道距離に依存する。原始惑星の質量は、恒星から1天文単位あたりでは地球質量の1/10程度、5天文単位あたりでは地球の4倍程度になる。

### 雪境界線と巨大ガス惑星
恒星が形成されて活動が始まると、惑星系円盤の雪境界線部分のガスが薄くなる現象が起こる。雪境界線とは氷など低沸点の揮発性物質が昇華する温度になる領域で、太陽系では2-4天文単位あたりが相当する。この境界では揮発性物質が昇華と凝固双方の相転移を繰り返し、この現象が作用して周囲にあるガスの動きを不安定にさせ、結果的に領域からはじき飛ばしてしまう。すると希薄になったガスは速度を高め、ここに落ち込んできた原始惑星が加速され、領域の外側に留めるようになる。これらはやがて集積し、大きな天体を形成するようになる。
雪境界線が集めた物質が木星になったと考えられるが、このような巨大ガス惑星は惑星系円盤に必ず生じるとは限らない。木星は塵が集まった天体がさらにガスを集積して形成されたと考えられるが、それにはガスがエネルギーを失って圧力が低い「冷えた」状態でなければ安定しない。あまりに時間がかかり過ぎると、ガスが冷える前に恒星の活動や核になるべき岩石系天体の影響で失われてしまい、結果として巨大ガス惑星は形成されないことになる。この、ガスのエネルギーが奪われる「熱移送」がどのように起こったかについては、明らかにされていない部分が多い。

### 形作られる惑星
太陽系の場合、原始惑星や最初の巨大ガス惑星形成は、恒星の核融合開始から200万年後には行われたと考えられる。雪境界線内側では、多数生じた原始惑星がお互いの軌道を交差させながらぶれが生じ、やがて衝突を繰り返し岩石惑星（地球型惑星）へ集約したと考えられる。この衝突合体には、外側に生じた巨大ガス惑星が影響したという考えもあるが、あまり賛同を得られていない。地球型惑星は惑星系円盤のガスを集積したとは思われず、衝突や火山活動で内部から噴出させた物質から形成されたと考えられている。
雪境界線外側では、最初の巨大ガス惑星が及ぼす重力によって、次の惑星が形成される。惑星の強大な重力は周囲にある物質の軌道を乱し、弾き出す。そうして軌道の外側に、物質が溜まるようになり、同じプロセスで次の天体を作り出す。これが連鎖し次々と惑星が形成されるが、それぞれの際にどれだけ物質が残されているかによって様相が変わる。太陽系では天王星や海王星が集積した時には惑星系円盤内のガスが乏しくなってしまい、巨大氷惑星として纏まらざるを得なかった。

### 巨大ガス惑星の数と軌道変化
太陽系惑星を元に考えられた惑星形成モデルは、宇宙において普遍的なものと思われていた。しかし、初期に発見された太陽系外惑星は、水星よりも近い軌道を周回したり極端な楕円軌道を持つ巨大ガス惑星などだった。これは天文学者らを当惑させ、惑星形成モデルに対する疑いも頭をもたげた。
しかし、惑星の軌道は誕生後に変化する可能性が指摘された。これを検証したコンピュータシミュレーションの結果から、太陽系の惑星配置では長期間安定するが、質量の大きさと比べ距離が近い巨大ガス惑星が3つ以上あるとそれぞれ惑星軌道は突然不安定になり、互いを反発し飛び散らせることが分かった。また、巨大ガス惑星が形成されてからも惑星系円盤に以前ガスが多く残っている状態では、惑星が中心方向に移動するメカニズムも考えられた。
このような過程を経て、特異な太陽系外惑星は形成段階の惑星系円盤に太陽系よりも多くのガス成分があった可能性が指摘されており、太陽系形成が特殊という考えは見直された。